# ZIM

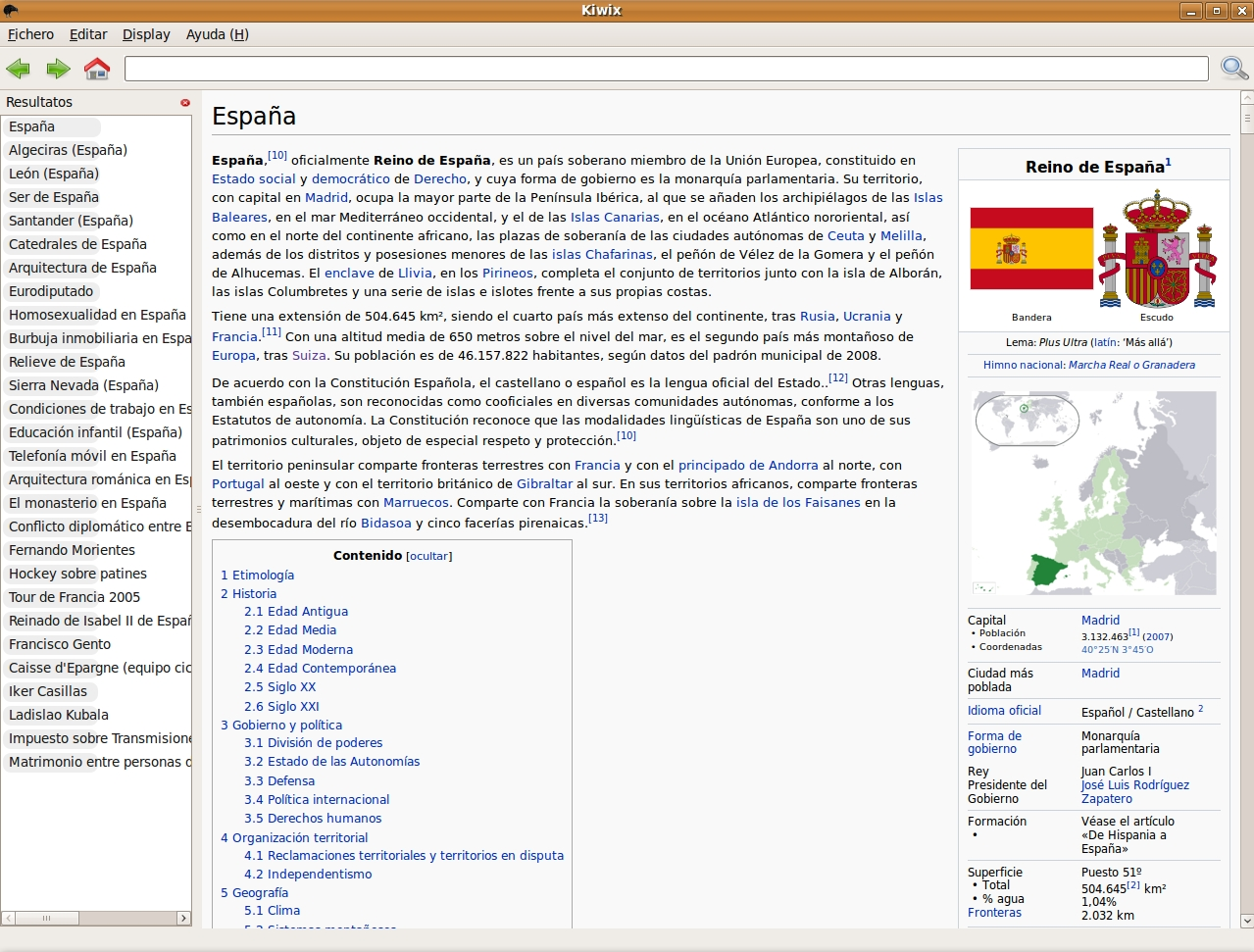
ZIM soubor obsahující článek na Wikipedii

ZIM je otevřený formát souborů , který ukládá wiki obsah pro offline použití. Jeho primární zaměření je na obsah Wikipedie a další projekty nadace Wikimedia. Formát používá kompresi článků pomocí LZMA2i. Na rozdíl od nativních XML souborů Wikipedie je soubor snadno indexovatelný a čitelný pomocí programů, jako je např. Kiwix.   
ZIM formát nahradil předchozí Zeno formát. Projekt openZIM je sponzorován Wikimedia CH a podporován Wikimedia Foundation.